# Olympische Sommerspiele 1956/Schwimmen – 100 m Rücken (Frauen)
Der Schwimmwettbewerb über 100 Meter Rücken der Frauen bei den Olympischen Sommerspielen 1956 in der australischen Metropole Melbourne wurde am 3. und 5. Dezember im Olympic Swimming Stadium ausgetragen.

## Teilnehmende Nationen
Insgesamt nahmen 23 Schwimmerinnen aus 14 Nationen an dem Wettbewerb über 100 Meter Rücken teil.
| - Australien (3) - Deutschland (1) - Frankreich (1) - Indonesien (1) - Kanada (2) | - Neuseeland (2) - Philippinen (1) - Polen (1) - Rumänien (1) - Sowjetunion (1) | - Südafrikanische Union (1) - Ungarn (2) - Vereinigte Staaten (3) - Vereinigtes Königreich (3) |

## Rekorde
Anmerkung: Aufgrund der Zeitvorteile beim Wenden stammte der Großteil der bisherigen Bestmarken von Wettkämpfen in einem 25-m-Becken. Auf dem im Rahmen der Olympischen Spiele 1956 durchgeführten FINA-Kongress wurde schließlich festgelegt, dass Rekorde ab 1. Mai 1957 ausschließlich auf der Langbahn (50 Meter bzw. 55 Yards) offizielle Anerkennung finden. Davor datierte (Langbahn-)Bestmarken – vorrangig im Melbourner Olympiabecken erzielt – wurden nachträglich als erster offizieller 50-m-Bahnweltrekord anerkannt, wenn diese bis zum besagten Stichtag nicht mehr auf der Kurzbahn unterboten wurden. 

### Bisherige Rekorde
| Weltrekord         | Cor Kint        | Niederlande | 1:10,9 min | Rotterdam, Niederlande | 22. September 1939 |
| Olympischer Rekord | Geertje Wielema | Niederlande | 1:13,8 min | Helsinki, Finnland     | 29. Juli 1952      |

### Neue Rekorde
Während des Wettkampfs wurden folgende Rekorde aufgestellt:
| Datum   | Rennen    | Name             | Nation                 | Zeit       | OR | WR |
| ------- | --------- | ---------------- | ---------------------- | ---------- | -- | -- |
| 3. Dez. | Vorlauf 1 | Judy Grinham     | Vereinigtes Königreich | 1:13,1 min | OR | –  |
| 3. Dez. | Vorlauf 3 | Margaret Edwards | Vereinigtes Königreich | 1:13,0 min | OR | –  |
| 5. Dez. | Finale    | Judy Grinham     | Vereinigtes Königreich | 1:12,9 min | OR | WR |

## Vorläufe
Am 3. Dezember fanden drei Vorläufe statt. Die acht schnellsten Schwimmerinnen aller Vorläufe (grün unterlegt) qualifizierten sich für das zwei Tage später stattfindende Finale.

### Vorlauf 1
Die Britin Judy Grinham stellte einen neuen olympischen Rekord auf: Sie verbesserte die vier Jahre zuvor in Helsinki aufgestellte Bestzeit von 1:13,8 min um 0,7 s auf 1:13,1 min.
| Rang | Name                 | Nation             | Zeit       |
| ---- | -------------------- | ------------------ | ---------- |
| 1    | Judy Grinham         | Großbritannien     | 1:13,1 min |
| 2    | Maria Both           | Rumänien           | 1:15,8 min |
| 3    | Liudmyla Klipova     | Sowjetunion        | 1:16,1 min |
| 4    | Mary Anne Marchino   | Vereinigte Staaten | 1:16,2 min |
| 5    | Elżbieta Gellner     | Polen              | 1:16,2 min |
| 6    | Pam Singleton        | Australien         | 1:17,0 min |
| 7    | Lenora Fisher        | Kanada             | 1:17,5 min |
| 8    | Ginette Jany-Sendral | Frankreich         | 1:19,1 min |

### Vorlauf 2
| Rang | Name              |                       | Zeit       |
| ---- | ----------------- | --------------------- | ---------- |
| 1    | Carin Cone        | Vereinigte Staaten    | 1:13,9 min |
| 2    | Gerganiya Beckitt | Australien            | 1:14,8 min |
| 3    | Julie Hoyle       | Großbritannien        | 1:15,0 min |
| 4    | Éva Pajor         | Ungarn                | 1:15,3 min |
| 5    | Jean Stewart      | Neuseeland            | 1:15,4 min |
| 6    | Moira Abernethy   | Südafrikanische Union | 1:15,4 min |
| 7    | Jocelyn von Giese | Philippinen           | 1:20,0 min |

### Vorlauf 3
Die Britin Margaret Edwards verbesserte den olympischen Rekord nochmals um eine Zehntelsekunde auf 1:13,0 min.
| Rang | Name                 | Nation             | Zeit       |
| ---- | -------------------- | ------------------ | ---------- |
| 1    | Margaret Edwards     | Großbritannien     | 1:13,0 min |
| 2    | Sara Barber          | Kanada             | 1:14,3 min |
| 3    | Helga Schmidt-Neuber | Deutschland        | 1:14,8 min |
| 4    | Maureen Murphy       | Vereinigte Staaten | 1:14,8 min |
| 5    | Patricia Huntingford | Australien         | 1:16,0 min |
| 6    | Philippa Gould       | Neuseeland         | 1:17,5 min |
| 7    | Judit Temes          | Ungarn             | 1:17,6 min |
| 7    | Martha Gultom        | Indonesien         | 1:21,7 min |

## Finale
Das Finale fand am 5. Dezember statt. Die Britin Judy Grinham stellte mit 1:12,9 min einen neuen Weltrekord und olympischen Rekord über 100 Meter Rücken für Frauen auf.
| Rang | Name                 | Nation             | Zeit       |
| ---- | -------------------- | ------------------ | ---------- |
| 1    | Judy Grinham         | Großbritannien     | 1:12,9 min |
| 2    | Carin Cone           | Vereinigte Staaten | 1:12,9 min |
| 3    | Margaret Edwards     | Großbritannien     | 1:13,1 min |
| 4    | Helga Schmidt-Neuber | Deutschland        | 1:13,4 min |
| 5    | Maureen Murphy       | Vereinigte Staaten | 1:14,1 min |
| 6    | Julie Hoyle          | Großbritannien     | 1:14,3 min |
| 7    | Sara Barber          | Kanada             | 1:14,3 min |
| 8    | Gerganiya Beckitt    | Australien         | 1:14,7 min |